# 8623-as mellékút (Magyarország)
A 8623-as számú mellékút egy nagyjából 16,5 kilométer hosszú, négy számjegyű országos közút Győr-Moson-Sopron vármegye területén; Iván és Szakony községeket köti egymással.

## Nyomvonala
Iván belterületének északi részén ágazik ki a 8621-es útból, annak a 17+750-es kilométerszelvénye közelében. Északnyugat felé indul, mintegy fél kilométer után kilép a belterületről, majd – kicsit kevesebb, mint 2,5 kilométer megtételét követően – átlép a következő település, Újkér területére, ahol már inkább nyugati irányt követ, hamarosan pedig délebbnek fordul.
7 kilométer után éri el e község első házait, melyek között előbb az Iváni utca, majd a Fő utca nevet viseli. 7,8 kilométer után találkozik a 84-es főúttal, majd kevesebb mint 100 méternyi közös szakaszuk következik északi irányban. Ezután a 8623-as újra elválik a főúttól, nyugati irányban, és kevéssel azután ki is lép a község házai közül.
9,4 kilométer után átlép Egyházasfalu területére, a Sopron–Szombathely-vasútvonal vágányait már ott keresztezi, Újkér megállóhely déli széle mellett. Nem sokkal ezután már belterületen, pontosabban Keresztény településrész házai közt húzódik, Széchenyi utca néven, majd – szinte pontosan a 11. kilométerénél – egy elágazáshoz ér: a 8626-os út ágazik ki belőle északi irányban, a község északabbi részei, továbbá Sopronhorpács-Und és Zsira felé.
Az elágazást elhagyva már nem sokáig húzódik belterületen, hamarosan kilép a házak közül, 13,8 kilométer után pedig átlépi Szakony határát. E község lakott területét a 16. kilométere táján éri el, és nem sokkal ezután, Felsőszakony községrész központjában véget is ér, beletorkollva a 8614-es útba, annak a 35+450-es kilométerszelvényénél.
Teljes hossza, az országos közutak térképes nyilvántartását szolgáló kira.gov.hu adatbázisa szerint 16,502 kilométer.

## Története
Az Iván felől Újkérre vezető szakaszának a 84-es főúttal való találkozása körülbelül a 2010-es évek végéig delta csomópontos kialakítású volt, ahol a delta déli ága viselte a 8623-as számozást, a mindössze 50 méteres északi ág pedig önállóan számozódott, 86 623-as számú mellékútként; a középsziget egy népi vallási emlékoszlopot rejtett. A kereszteződést pontosan nem tisztázott időpontban átépítették T kereszteződéssé, a korábbi delta északi ága helyén parkolókat alakítottak ki. [A Google Utcakép 2022-es felvételein ár ez az állapot látható.]

## Települések az út mentén
- Iván
- Újkér
- Egyházasfalu
- Szakony

## Képgaléria

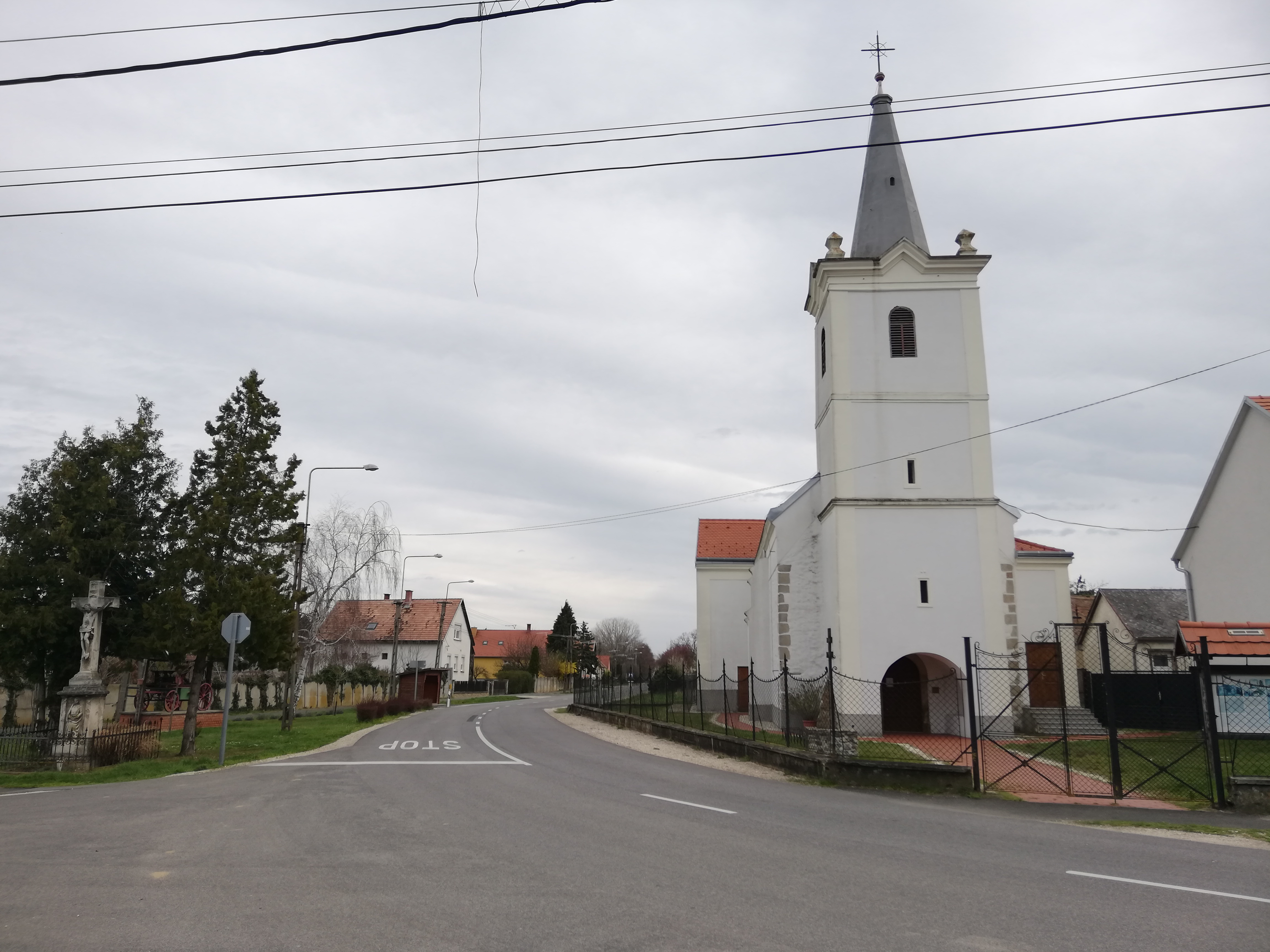
Újkér templomától Iván felé nézve
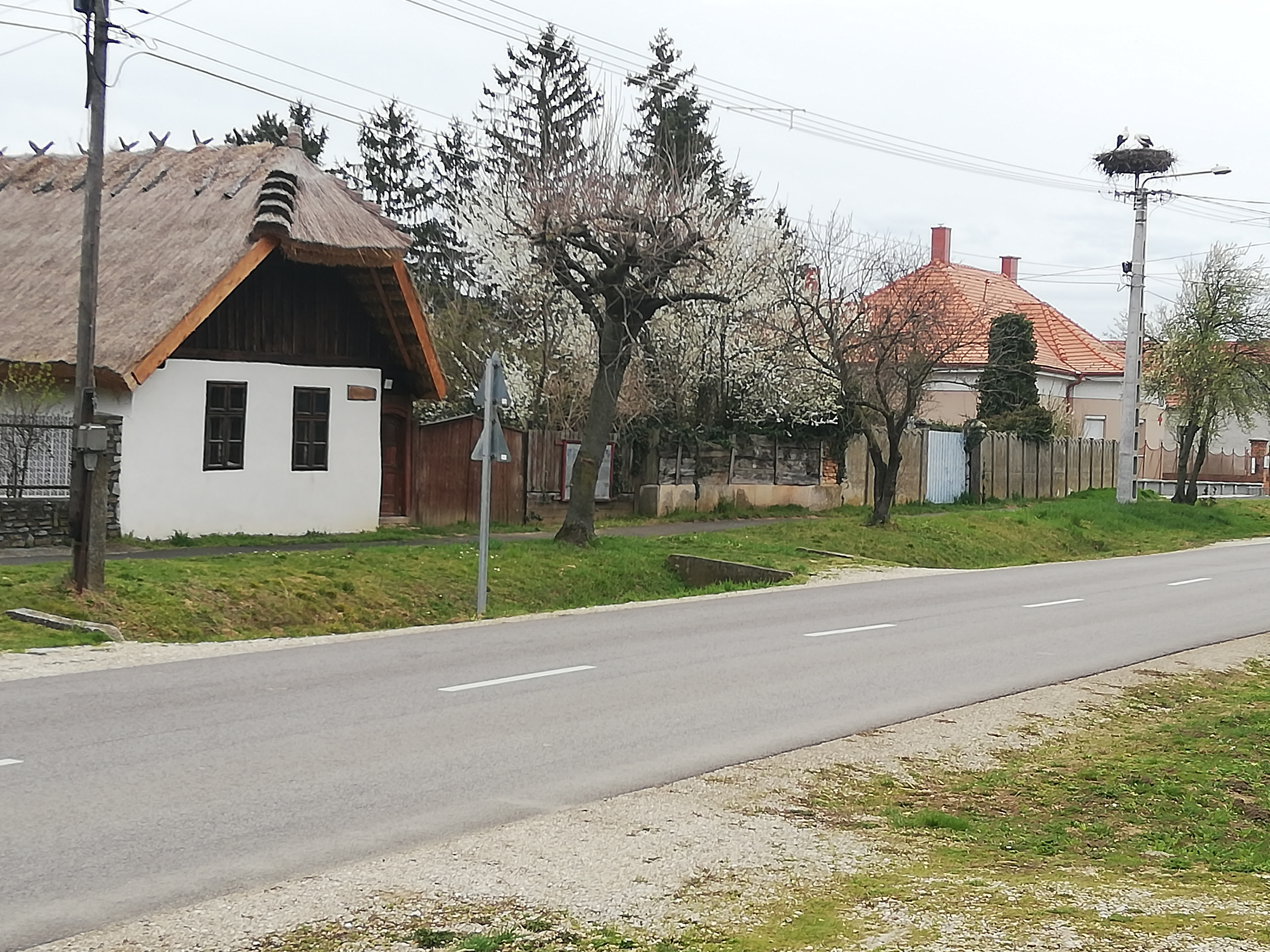
Újkér tájháza előtt
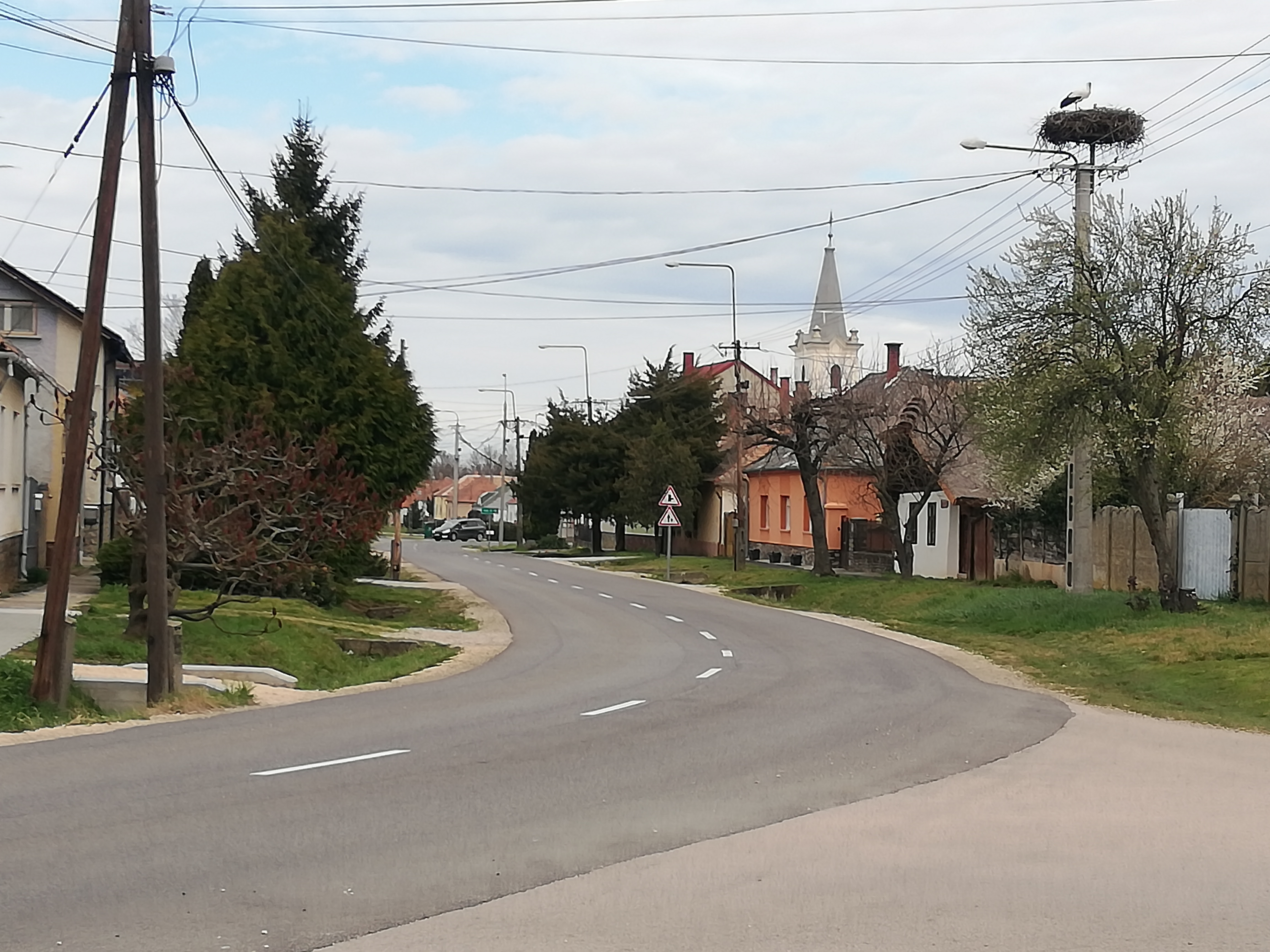
Újkér főutcájaként a központban, észak felé nézve
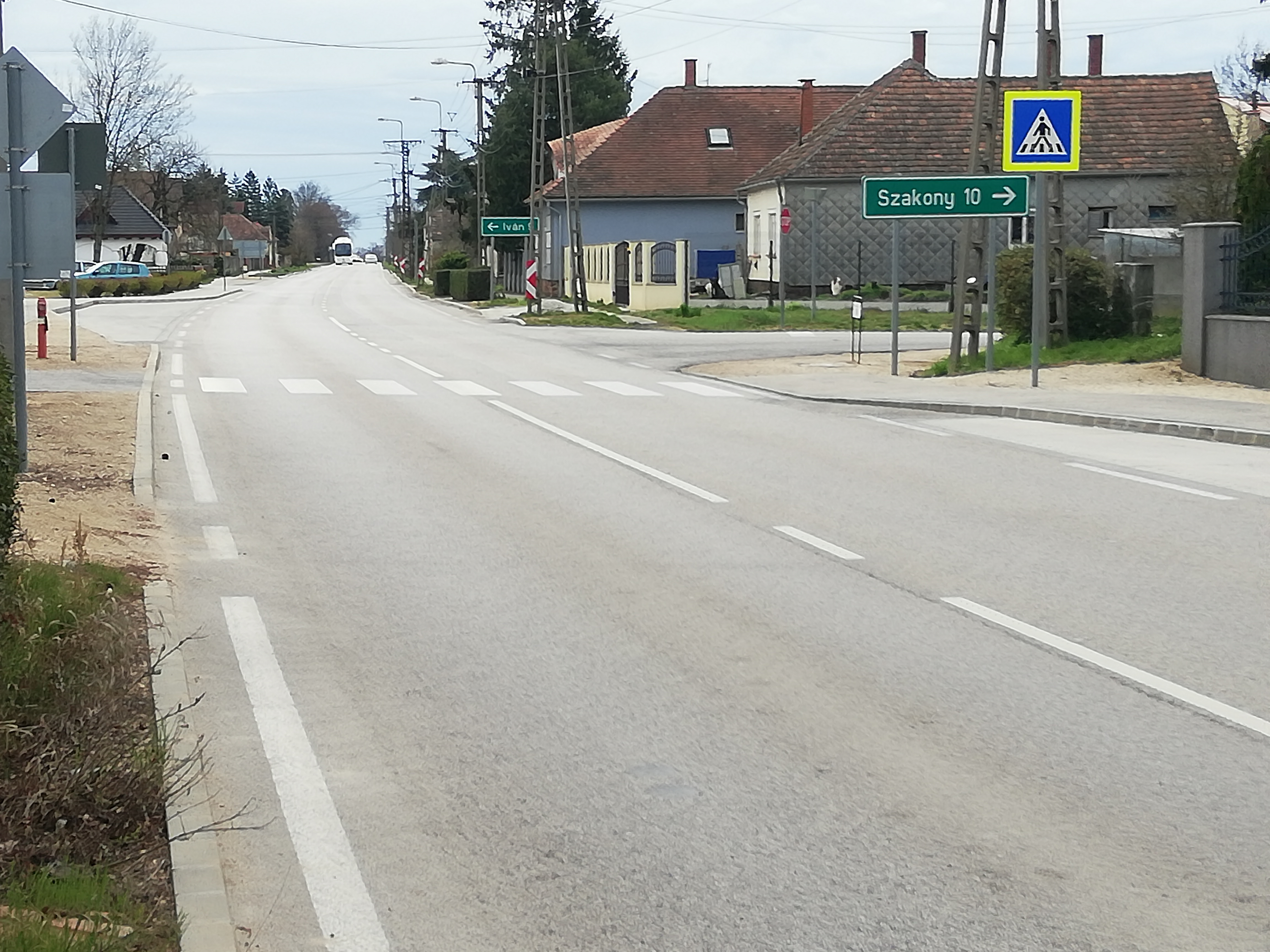
Keresztezése a 84-es főúttal Újkérnél
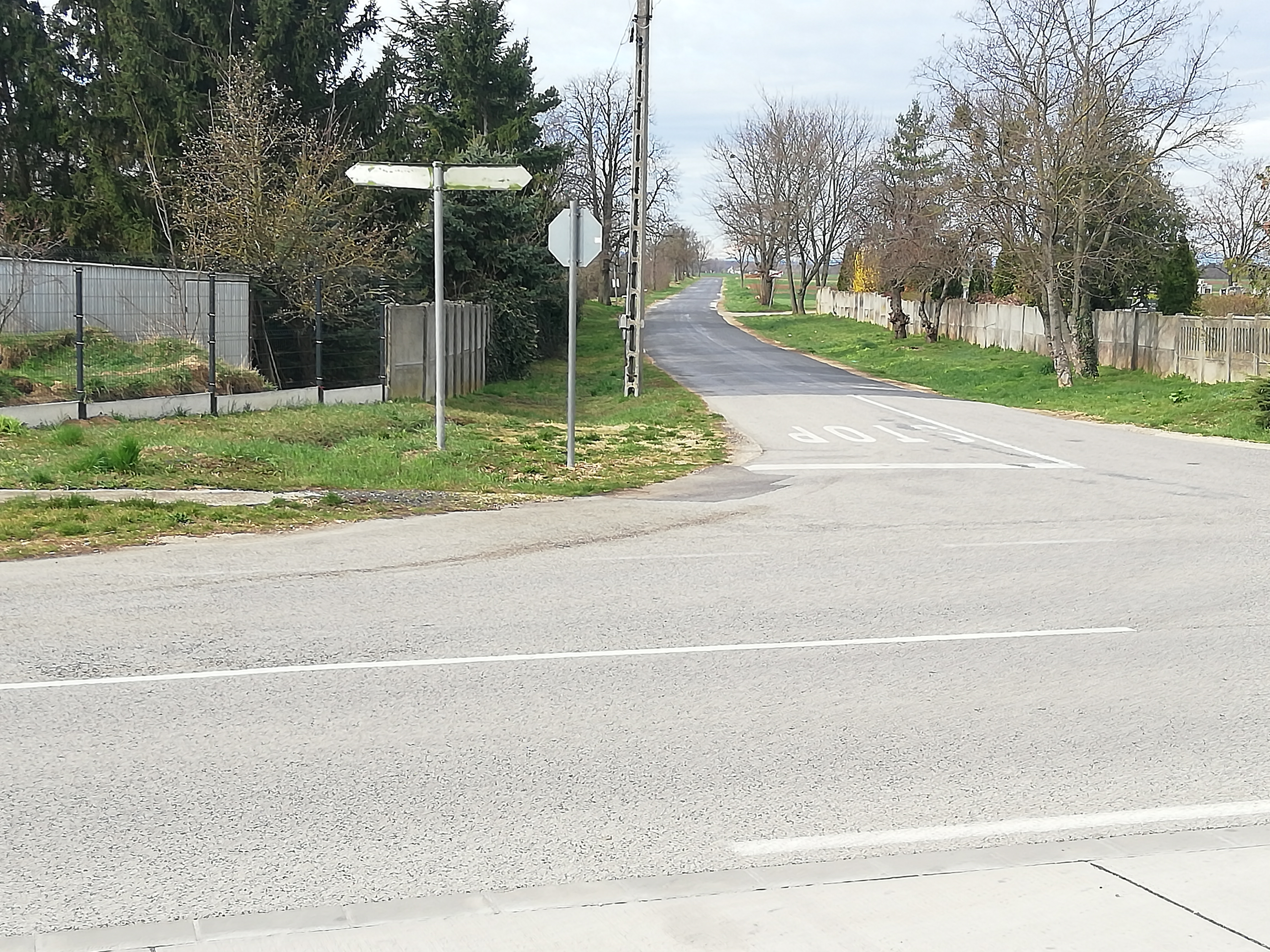
A 84-estől Szakony felé nézve
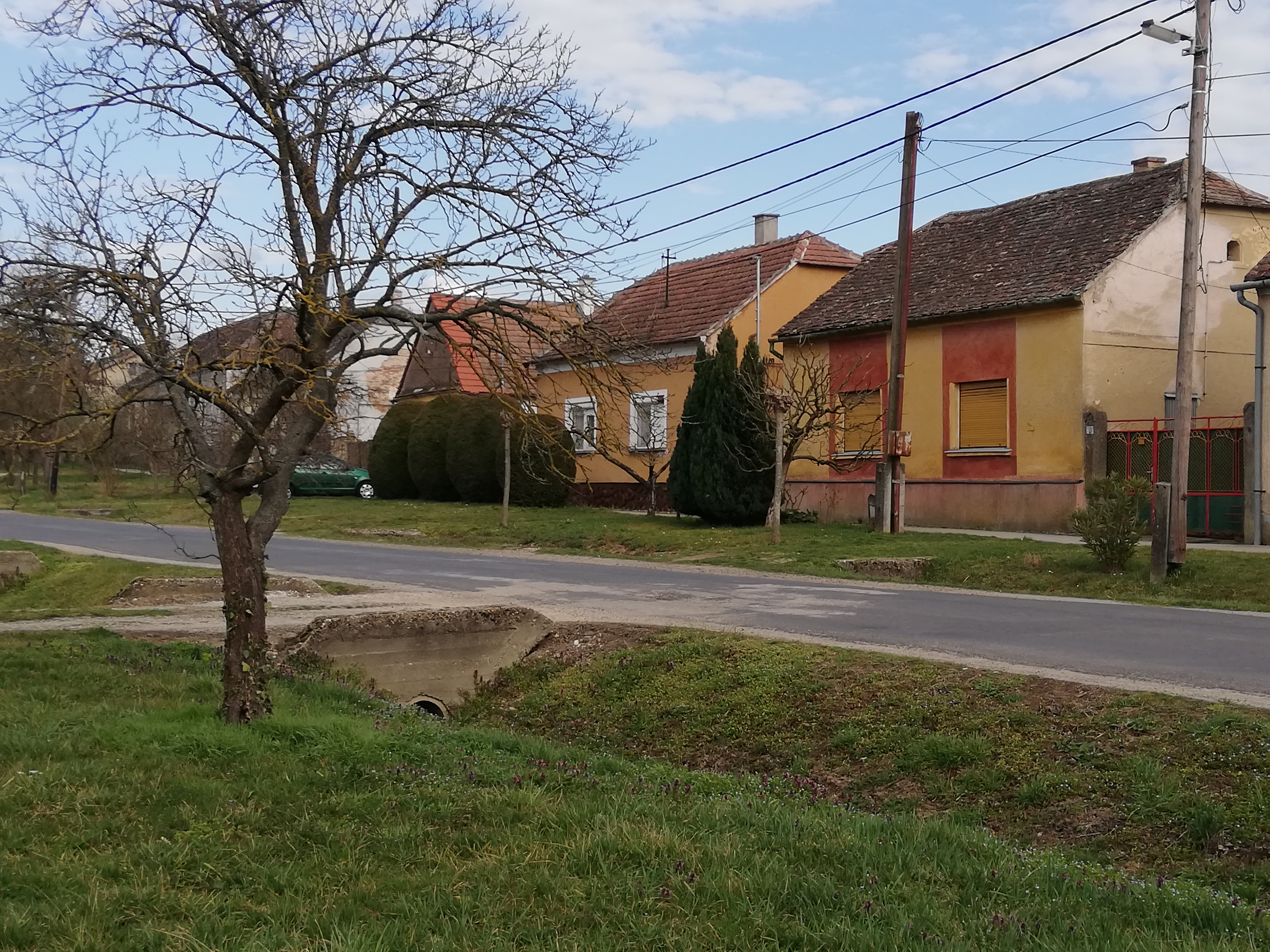
Egyházasfalu Keresztény nevű falurészének központjában
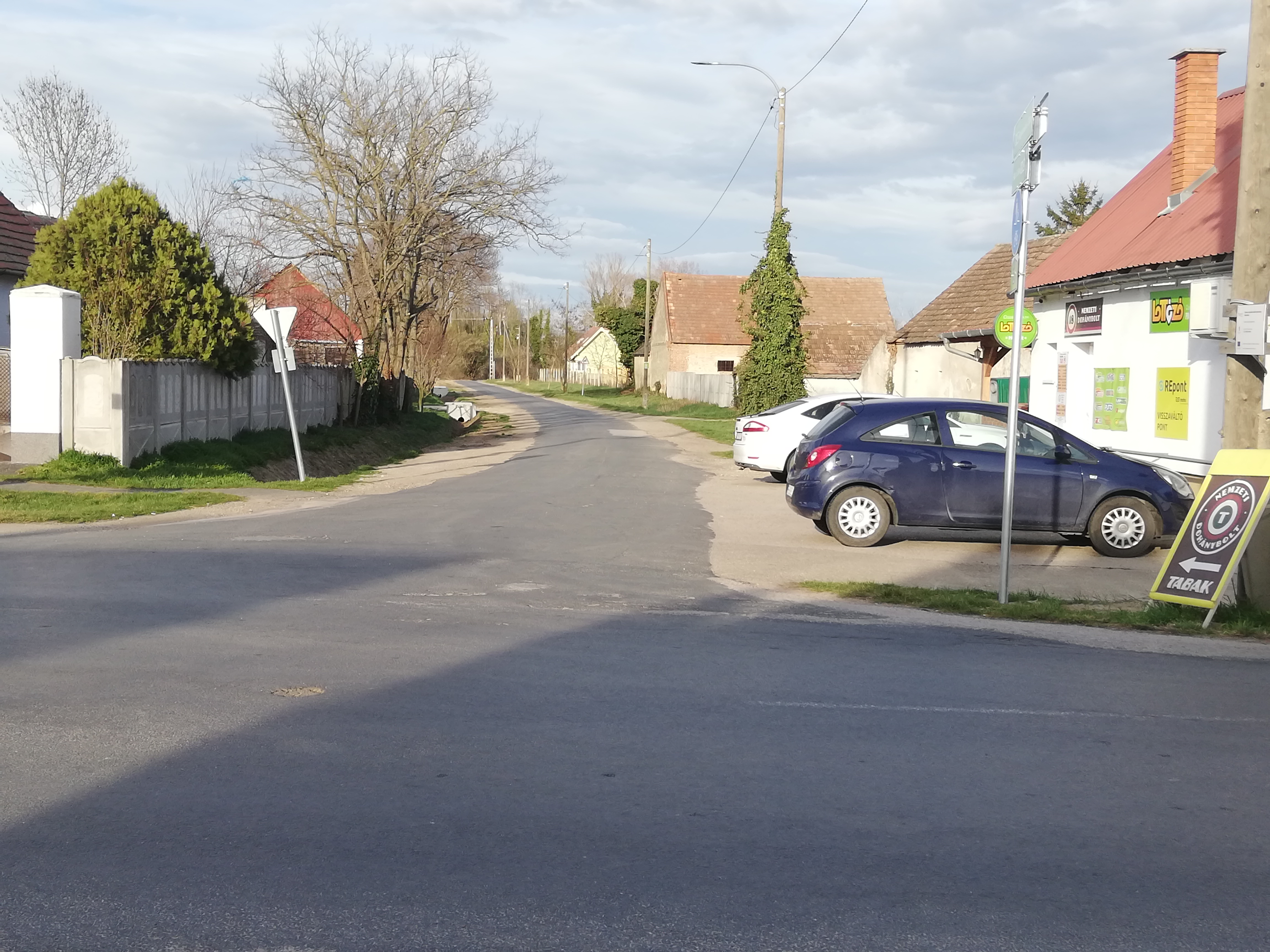
Betorkollása a 8614-es útba Szakony északi részén
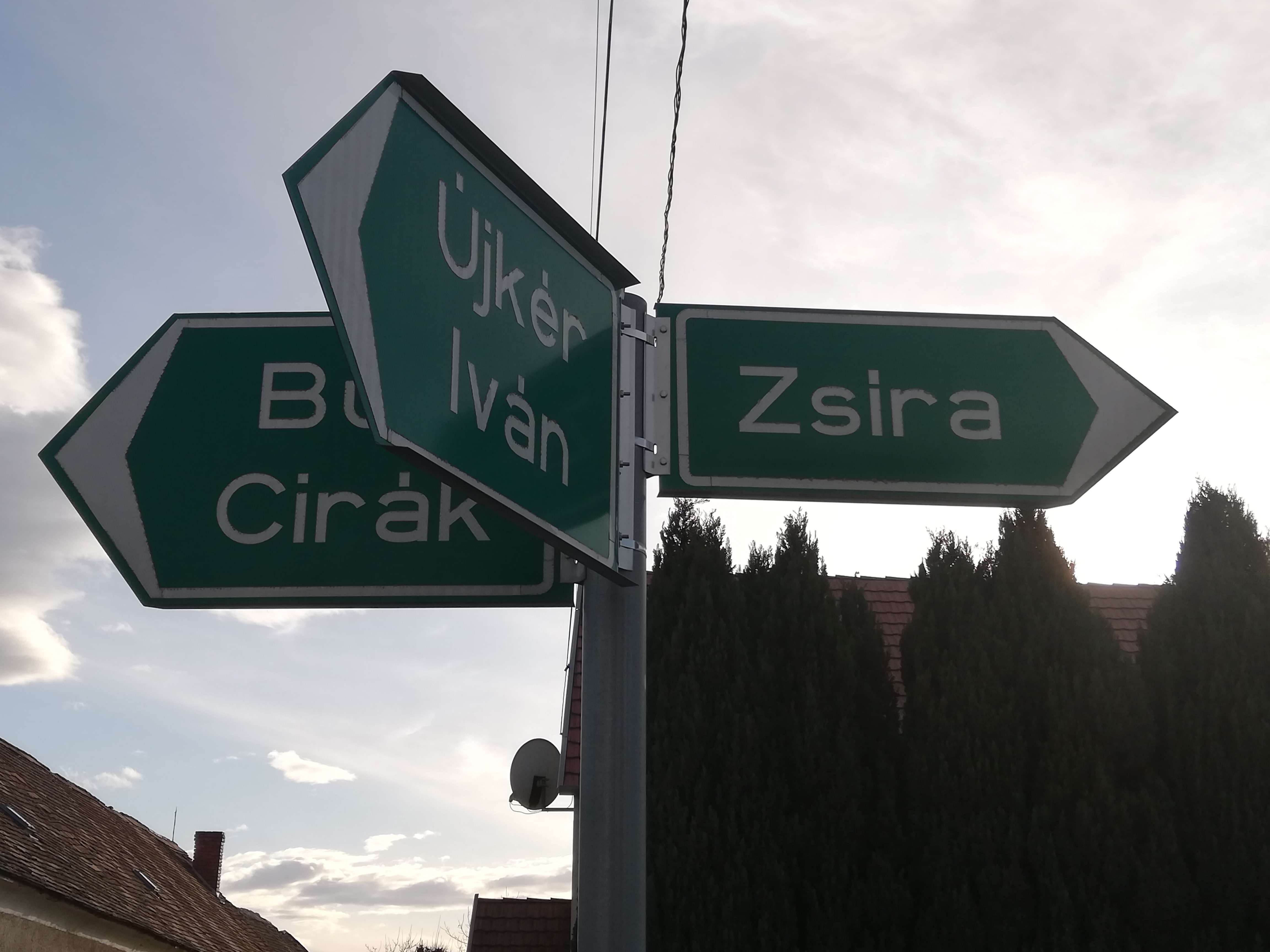
Útirányjelző táblák a 8623-as és 8614-es utak találkozásánál